# The Legend of Zelda: Phantom Hourglass
The Legend of Zelda: Phantom Hourglass (яп. ゼルダ の 伝説 夢幻 の 砂時計) — чотирнадцята гра з серії The Legend of Zelda; сиквел The Legend of Zelda: The Wind Waker.

## Сюжет
Під час подорожі по морях, після подій The Legend of Zelda: The Wind Waker Тетра наштовхується на дивний корабель, зовні схожий на Корабель-Привид. Тетра піднімається на борт цього судна і воно тут же починає віддалятися від корабля Тетра. Лінк стрибає на зловісний корабель, але всього лише чіпляється рукою за борт; корабель Тетра миттєво ховається в тумані, Лінк чіпляється другою рукою за борт, але незабаром зісковзує і падає у воду. Незабаром Лінка знаходять лежачим на березі Сіела.

## Персонажі
Основні:
- Link — укр. Лінк (проте гравець може змінити ім'я на інше в самому початку гри). Головний ігровий персонаж.
- Tetra — укр. Тетра. Втілення Принцеси Зельди.
- Ciela (Sierra в японській версії) — укр. Ціела або Сіела. Фея, яка допомагає головному герою, саме вона знаходить непритомного Лінка на початку гри. Як з'ясовується пізніше, Дух Хоробрості, один з трьох духів, службовців Морському Королю.
- Oshus — також відомий як «дідусь» (grandpa в англійській версії) укр. Охус або Ошус. Морський Король у втіленні людини.
- Linebeck (Lineback в японській версії) — укр. Лайнбек або Лайнбек. Харизматичний капітан судна, на якому подорожує Лінк.

Другорядні:
- Beedle — торговець, плаває на своєму кораблі по всіх морях, іноді (з 10 до 12 (вранці та ввечері) по буднях) надягає золотий шолом і робить вигляд, що не знає головного героя (як наслідок, знижки, отримані за покупки, пропадають). У такому випадку Beedle's ship перейменовується в Masked ship.
- Jolenne — Пірат, що переслідує Лайнбека.
- Joanne — Сестра Джоленне, переодягаються в русалку, грає важливу роль в додаткових квестах.